# NGC 7199
NGC 7199 (другие обозначения — PGC 68124, ESO 108-14) — спиральная галактика с перемычкой (SBa) в созвездии Индеец.
Этот объект входит в число перечисленных в оригинальной редакции «Нового общего каталога».